# 林吉永
林 吉永（はやし よしなが、1942年 - ）は、日本の航空自衛官。神奈川県出身。

## 略歴
- 栄光学園高等学校卒業
- 1965年（昭和40年）3月：防衛大学校卒業（第9期 航空工学）
- 米国空軍大学留学、航空幕僚監部総務課長を歴任
- 航空自衛隊北部航空警戒管制団司令、第7航空団司令、歴任
- 1997年（平成9年）3月26日：航空自衛隊幹部候補生学校長
- 1999年（平成11年）3月29日：退官
- 1999年（平成11年）4月：防衛省防衛研究所戦史部長
- 2006年（平成18年）：日本戦略研究フォーラム研究部長　などを経て
- 2013年（平成25年）：NPO法人「国際地政学研究所」事務局長
- 2014年（平成26年）4月：瑞宝小綬章受章。